# Физико-математический факультет Московского университета
Физико-математический факультет Московского Университета (1804—1933) — один из факультетов Императорского Московского университета и Московского государственного университета, существовавший до 1933 года.

## История
С основания университета существовало три отдельных факультета: философский, медицинский и юридический.
Изучение естественных наук осуществлялось на философском факультете. Отдельного факультета для изучения математики (лекции по математике и словесности читал до 1761 года А. А. Барсов, затем Д. С. Аничков, В. К. Аршеневский), также как и физики, не существовало до 1804 года.

### Отделение (факультет) физических и математических наук
Во вновь принятом в 1804 году Уставе Университета было зафиксировано появление отделения (факультета) физических и математических наук со сроком обучения 3 года.
Отделение включало кафедры:
- Теоретической и опытной физики (ранее входила в состав философского факультета)
- Чистой математики
- Прикладной математики
- Астрономии наблюдательной
- Химии (ранее входила в состав медицинского факультета)
- Ботаники
- Минералогии и сельского домоводства
- Технологии и наук, относящихся к торговле и фабрикам
- Натуральной истории («Демидовская» кафедра, содержание осуществлялось с части доходов от капитала, принесённого в пользу Московского университета благотворителем наук Павлом Григорьевичем Демидовым).

При факультете были учреждены Физический кабинет, Астрономическая Обсерватория, Химическая Лаборатория, Ботанический сад, минералогический кабинет и Кабинет Естественной (Натуральной) Истории.
Выписка из Устава 1804 года:

§ 83. Собрание Физических орудий состоит в ведении и надзирании Профессора Физики. При нём находится приспешник, получающий жалованье из суммы, на сей Институт определённой.

§ 84. Обсерватория и Астрономические орудия, к ней принадлежащие, состоят под ведением Астронома-Обсерватора; а собрание машин и моделей под ведением Профессора Математики. К сим трем заведениям причисляется инструментальной мастер для починки и содержания орудий в надлежащем порядке. Он должен быть снабжен на счет сих Институтов главными для своих работ орудиями и материалами, которые под смотрением Профессора Физики будут у него храниться.
6 мая 1805 года деканом отделения физических и математических наук был избран проф. М. И. Панкевич; с 20 июня 1808 года — А. А. Прокопович-Антонский; 16 июня 1809 года — Пётр Иванович Страхов (ректор Университета в 1805—1807, в 1810 году им был составлен первый российский университетский учебник по физике «Краткое начертание физики»); 11 мая 1811 — повторно, М. И. Панкевич; 13 мая 1812 года — снова П. И. Страхов; 19 сентября 1813 года — вновь А. А. Прокопович-Антонский; 29 мая 1818 года — проф. И. А. Двигубский (ректор Университета в 1826—1833); 30 мая 1827 года — проф. Ф. И. Чумаков; 29 мая 1828 года — проф. Г. И. Фишер фон Вальдгейм; 6 мая 1830 года — вновь Ф. И. Чумаков; 11 июня 1832 года — проф. П. С. Щепкин; 23 мая 1833 года — Член-корреспондент Академии наук, профессор Д. М. Перевощиков; 29 мая 1835 года — проф. А. Л. Ловецкий.
С занятием Д. М. Перевощиковым 8 декабря 1826 года вакантной с 1811 года кафедры астрономии началось её регулярное преподавание в университете. В это же время издан первый русский учебник по астрономии.
В 1827 году на физико-математическом отделении университета обучалось всего 80 человек: 48 своекоштных студентов, 12 — слушателей и 20 казённокоштных студентов.
В июне 1830 года началось строительство по инициативе Д. М. Перевощикова астрономической обсерватории у Пресненской заставы, на «Трёх горах».

### 2-е (физико-математическое) отделение философского факультета
По Уставу Императорского Московского университета от 26 июля 1835 года было образовано 2-е отделение (физико-математическое) философского факультета (срок обучения — 4 года), которое включало кафедры:
- Чистой и прикладной математики
- Астрономии
- Физики и физической географии
- Химии
- Минералогии и геогнозии
- Ботаники
- Зоологии
- Технологии, сельского хозяйства, лесоводства и архитектуры.

При факультете — физический кабинет, обсерватория, химическая лаборатория, ботанический сад, зоологический кабинет, минералогический кабинет, музей натуральной истории, технологический кабинет.
22 февраля 1836 года деканом отделения физических и математических наук философского факультета был избран проф. Д. М. Перевощиков.
На физико-математическом отделении философского факультета согласно «Отчёту о состоянии и действиях Московского университета за 1836 год» обучалось 46 человек.
В январе 1837 года состоялась защита Н. Е. Зерновым первой в России специализированной докторской диссертации по высшей математике — «Рассуждение об интеграции уравнений с частными дифференциалами».
В начале 1848 года на физико-математическом отделении обучалось 223 человека.
26 мая 1848 года деканом физико-математического отделения философского факультета (вместо ставшего ректором Перевощикова) утвержден проф. геологии Г. Е. Щуровский. 11 января 1850 года деканом отделения утверждён профессор ботаники А. Г. Фишер фон Вальдгейм.

### Физико-математический факультет

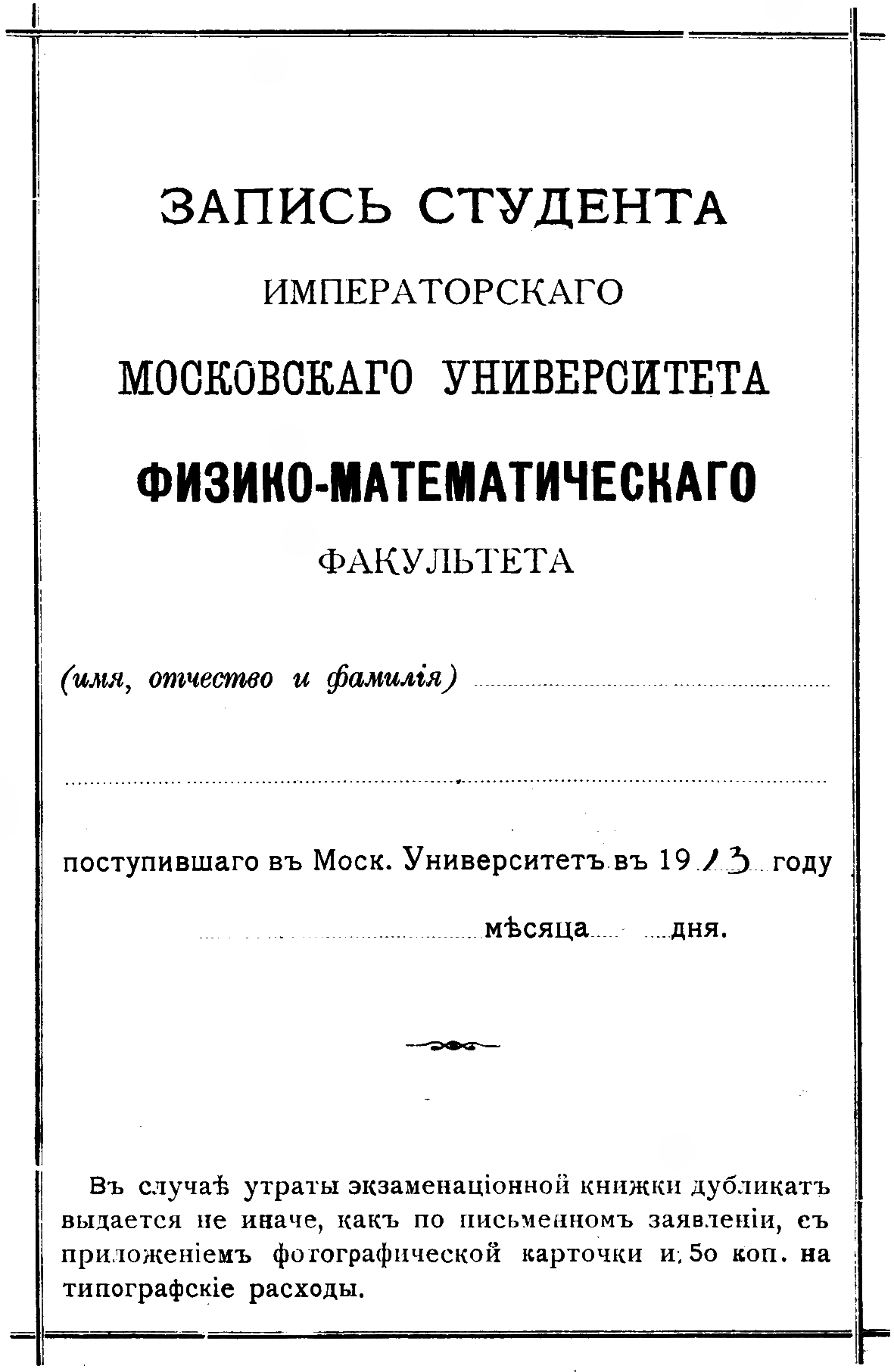
Студенческий билет, 1913

26 января 1850 года был организован самостоятельный физико-математический факультет.
С 1853 года деканом физико-математического факультета избирается проф. М. Ф. Спасский; 5 мая 1859 года — вновь А. Г. Фишер фон Вальдгейм, которого сменил 20 мая 1860 года — Г. Е. Щуровский.
В ходе либеральных реформ правительства Александра II утверждён новый Университетский устав 1863 года
Выписка из Устава 1863 года:

§ 2. Факультеты, входящие в состав Университетов, суть: историко-филологический, физико-математический, юридический и медицинский.
§ 7. Факультеты по усмотрению Факультетского Совета и с утверждения Министра Народного Просвещения, могут быть разделяемы на отделения.
§ 8. Декана избираются в собраниях своих факультетов на три года…

В Московском университете физико-математический факультет был разделен на отделения математических и естественных наук.
Кафедры факультета
- Чистой математики
- Механики (аналитической и практической)
- Астрономии и геодезии
- Физики
- Химии (опытной и теоретической)
- Минералогии
- Физической географии
- Геогнозии и палеонтологии (позднее Геологии)
- Ботаники (морфология и систематика растений, анатомия и физиология растений)
- Зоологии (сравнительная анатомия и систематика животных, анатомия человека и физиология животных)
- Технической и агрономической химии.

Студентам физико-математического факультета преподавались французский и немецкий языки.
В 1865 году на факультете обучались 346 человек.
18 мая 1873 года деканом физико-математического факультета избран проф. Ф. А. Бредихин.
15 июня 1876 года деканом физико-математического факультета избран проф. В. Я. Цингер; 13 февраля 1878 года — проф. А. Ю. Давидов; 8 июня 1880 года — вновь В. Я. Цингер;
В августе 1884 года утверждён новый университетский устав, по которому на факультете осталось 2 отделения, но несколько изменился состав кафедр: объединены кафедры физики и физической географии;стала самостоятельной кафедра агрономии; ликвидирована кафедра геогнозии и палеонтологии.

Студентам физико-математического факультета преподавались: антропология, теоретическая химия, история, математика, микроскопия и микроскопическая химия; языки: французский, английский, немецкий. Всего на факультете обучалось студентов — 497 человек.
20 октября 1885 года деканом факультета утверждён проф. М. А. Толстопятов; 29 января 1887 года — проф. Н. В. Бугаев; 17 декабря 1891 года — проф. Ф. А. Слудский; 2 ноября 1893 года — вновь проф. Н. В. Бугаев; с 1894 года — проф. В. А. Тихомиров; с 1899 года — проф. А. П. Сабанеев.
В 1900 году на физико-математическом факультете организована кафедры метеорологии под руководством проф. Э. Е. Лейста. В 1903 году был открыт Физический институт, ставший центром научно-исследовательской работы и экспериментальной подготовки студентов физико-математического факультета.
В 1900 году 467 человек обучались на математическом отделении и 626 человек — на естественном отделении. В 1905 году — соответственно: 739 и 1007 человек.
В сентябре 1905 года деканом физико-математического факультета избран К. А. Андреев.
В 1907 году на физико-математическом факультете организовано обучение по специальности «антропология».
В 1910 году на физико-математическом факультете начал работать постоянный практикум по физической химии под руководством Е. И. Шпитальского, который положил начало физико-химической школе Московского университета.

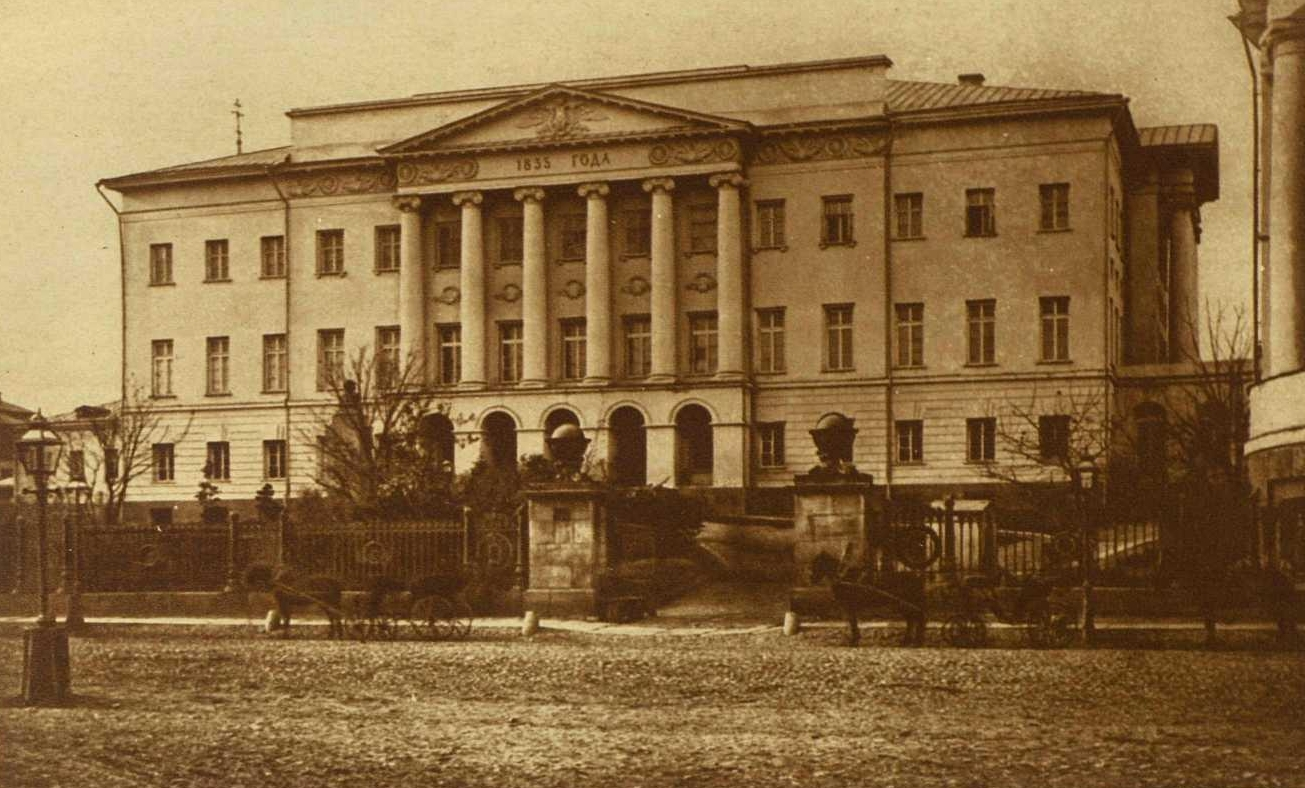
Императорский Московский университет, 1912

В 1910 году на математическом отделении готовили по специальностям: математика, механика, физическая география, физика, астрономия; на естественном отделении — по специальностям: физико-химия, техническая химия, почвоведение, агрономическая химия, физиология животных, зоология, физиология растений, геология, география, ботаника.
В 1911 году деканом физико-математического факультета был проф. Д. Н. Анучин; с 1912 года — проф. Л. К. Лахтин
10 июня 1916 года Совет университета возбудил ходатайство перед Министерством Народного Просвещения о приёме женщин в число слушательниц физико-математического факультета.
Студенты для получения выпускного свидетельства должны были получить зачёт восьми полугодий. Оценки испытаний на экзаменах выставлялись по трёхбальной системе: весьма удовлетворительно (В.Уд.), удовлетворительно, неудовлетворительно.

### Деканы
В период с 1805 по 1917 году должность декана занимали:
- 1805—1808 М. И. Панкевич
- 1808—1809 А. А. Прокопович-Антонский
- 1809—1811 П. И. Страхов
- 1811—1812 М. И. Панкевич
- 1812—1813 П. И. Страхов
- 1813—1818 А. А. Прокопович-Антонский
- 1818—1826 И. А. Двигубский
- 1827—1828 Ф. И. Чумаков
- 1828—1829 Г. И. Фишер фон Вальдгейм
- 1829—1831 Ф. И. Чумаков
- 1831—1833 П. С. Щепкин
- 1833—1835 Д. М. Перевощиков
- 1835—1836 А. Л. Ловецкий
- 1836—1848 Д. М. Перевощиков
- 1848—1849 Г. Е. Щуровский
- 1850—1853 А. Г. Фишер фон Вальдгейм
- 1854—1859 М. Ф. Спасский
- 1859—1860 А. Г. Фишер фон Вальдгейм
- 1860—1863 Г. Е. Щуровский
- 1863—1873 А. Ю. Давидов
- 1873—1876 Ф. А. Бредихин
- 1876—1878 В. Я. Цингер
- 1878—1880 А. Ю. Давидов
- 1880—1885 В. Я. Цингер
- 1885—1887 М. А. Толстопятов
- 1887—1891 Н. В. Бугаев
- 1891—1893 Ф. А. Слудский
- 1893—1899 Н. В. Бугаев
- 1899—1905 А. П. Сабанеев
- 1905—1911 К. А. Андреев
- 1911—1912 Д. Н. Анучин
- 1912—1918 Л. К. Лахтин

### Реорганизация факультета
После событий 1917 года физико-математический факультет продолжил работу с сокращением работы в 1918—1920 годах.
Деканами факультета в это время были:
- 1919—1920 — М. М. Новиков
- 1920 — август 1922 — В. В. Стратонов
- октябрь 1922 — февраль 1923 — А. Н. Реформатский
- март 1923 — август 1924 — К. П. Яковлев
- январь 1925—1927 — Г. Ф. Мирчинк
- 1928—1930 — С. А. Казаков
- март 1930 — август 1930 И. П. Роцен.

В октябре 1930 года был организован физико-механический факультет, в состав которого вошли физико-механическое, математическое и астрономо-геодезическое отделения.
В апреле 1933 года, после очередной реорганизации структуры Университета, был образован современный механико-математический факультет МГУ, состоявший из отделений математики, механики и астрономии, но последнее отделение в 1956 году причислили к физическому факультету МГУ.